# Monastyr Świętego Mikołaja w Mohylewie
Monastyr Świętego Mikołaja (biał. Свята-Мікольскі манастыр) – prawosławny żeński klasztor w Mohylewie, w jurysdykcji eparchii mohylewskiej i mścisławskiej Egzarchatu Białoruskiego Patriarchatu Moskiewskiego. 

## Budowa

### Fundacja
Fundacja monastyru miała miejsce na początku XVII w. W 1636 na mocy przywileju króla Władysława IV biskup mohylewski, mścisławski i orszański (białoruski) otrzymał prawo do bezpośredniego zarządzania nim (przywilej ten odebrał w roku następnym w Wilnie prawosławny metropolita kijowski Piotr Mohyła). W 1637 w Mohylewie powstała tymczasowa drewniana cerkiew i budynek mieszkalny dla mniszek. Przywilej królewski zapewniał klasztorowi prawo do wyznawania prawosławia (oddalając ewentualne pretensje Kościoła unickiego), zaś mieszczanom mohylewskim nadawał prawo do dwukrotnej w ciągu roku organizacji jarmarków przy klasztorze oraz zobowiązywał mniszki do uroczystych nabożeństw w dniach wspomnienia świętego Mikołaja Cudotwórcy. W 1646 metropolita Piotr Mohyła nadał wspólnocie prawo pieczenia prosfor i produkcji świec na sprzedaż w pozostałych monastyrach mohylewskich.

### Świątynia
Główny sobór monastyrski został wzniesiony na miejscu drewnianej cerkwi św. Mikołaja w latach 1669–1672. Oprócz ołtarza głównego umieszczono w nim dwa boczne – Ścięcia Głowy św. Jana Chrzciciela i św. Dymitra Sołuńskiego. We wnętrzu obiektu znalazł się trzyrzędowy ikonostas powstały w miejscowej pracowni.

### Przekształcenie
Żeński klasztor funkcjonował w Mohylewie przez 82 lata, następnie z powodu małej liczby żeńskich powołań został przekształcony we wspólnotę męską na mocy postanowienia biskupa białoruskiego Sylwestra. Ostatnie mniszki przeniesiono do monastyrów w Szkłowie i w Barkołabowie. W 1754 został zlikwidowany z powodu zbyt małej liczby mnichów decyzją biskupa białoruskiego Hieronima. Główny sobór monastyru funkcjonował nadal jako cerkiew parafialna. Świątynia została zamknięta w 1934, a jej wyposażenie – zniszczone lub wywiezione.

## Czasy stalinowskie
W okresie stalinowskiego terroru sobór św. Mikołaja został zmieniony w tymczasowe więzienie. Szczątki ofiar więzienia zostały odnalezione w latach 90. XX wieku i pochowane na terenie klasztoru, gdzie wzniesiono też kaplicę pamiątkową. Po II wojnie światowej obiekt został zaadaptowany na magazyn książek, a pokrywające jego ściany freski uległy zniszczeniu.

## Odbudowa
W 1990 zdewastowana cerkiew została zwrócona Rosyjskiemu Kościołowi Prawosławnemu. Rok później Święty Synod Egzarchatu Białoruskiego ogłosił ponowne otwarcie monastyru żeńskiego i mianował jego pierwszą przełożoną ihumenię Eugenię (Wołoszczuk). Od 1992 do 2010 w monastyrze wystawiona była dla kultu Barkołabowska Ikona Matki Bożej. W 1995 zakończony został kolejny etap renowacji zniszczonego klasztoru, podjęty w okresie sprawowania urzędu biskupa mohylewskiego przez Maksyma (Krochę).

## Galeria

Wnętrze
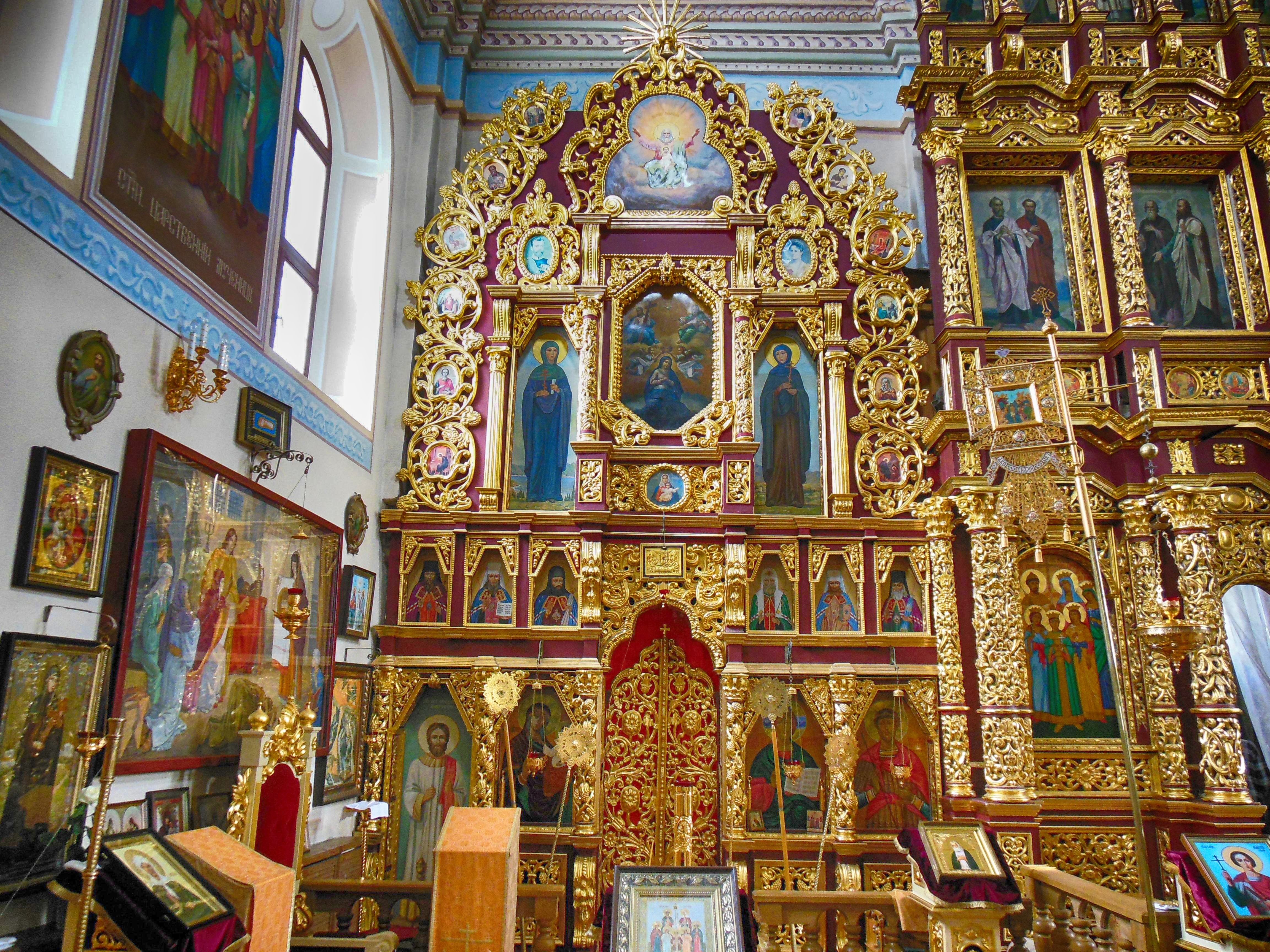
Nawa boczna lewa
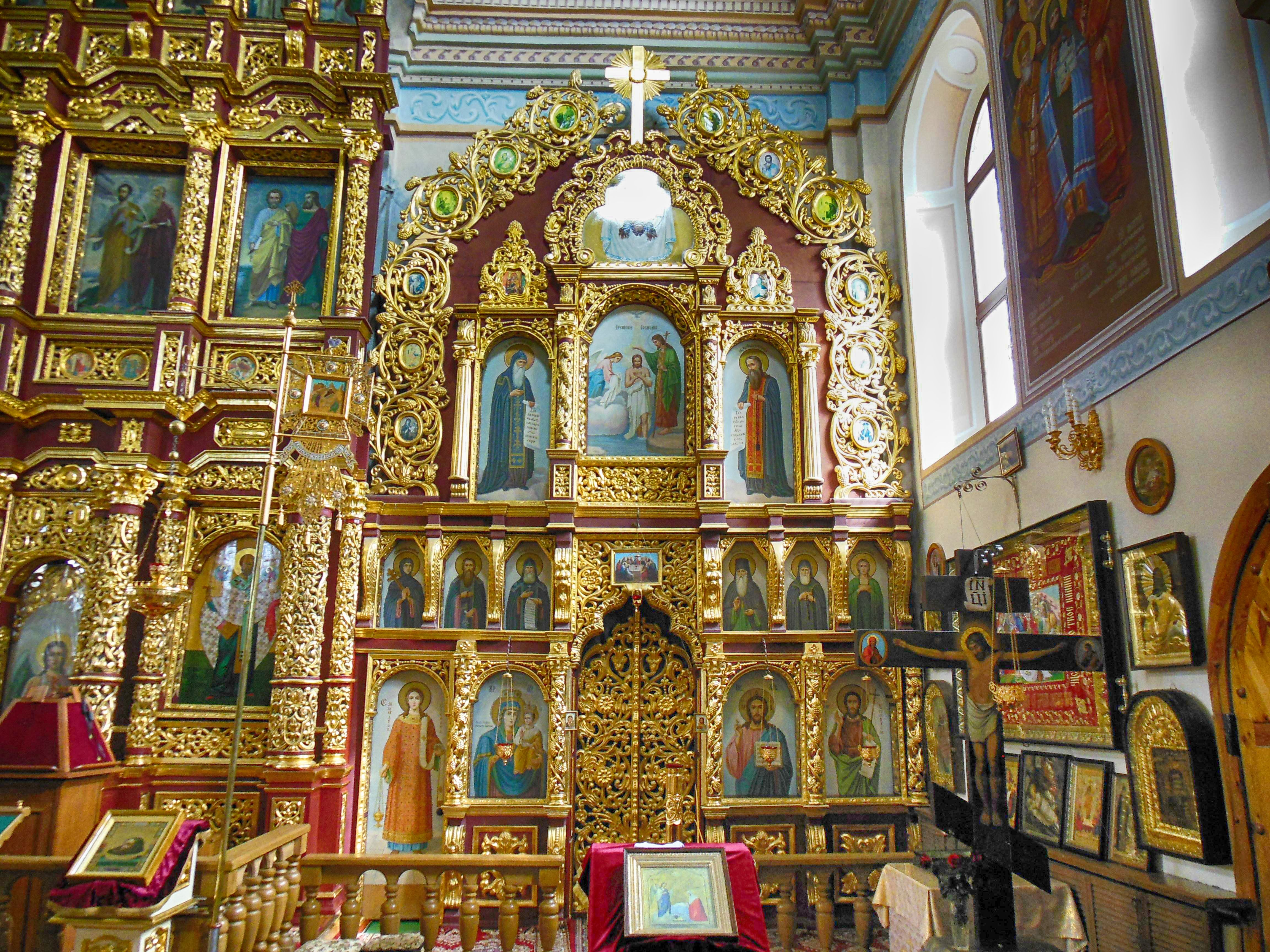
Nawa boczna prawa
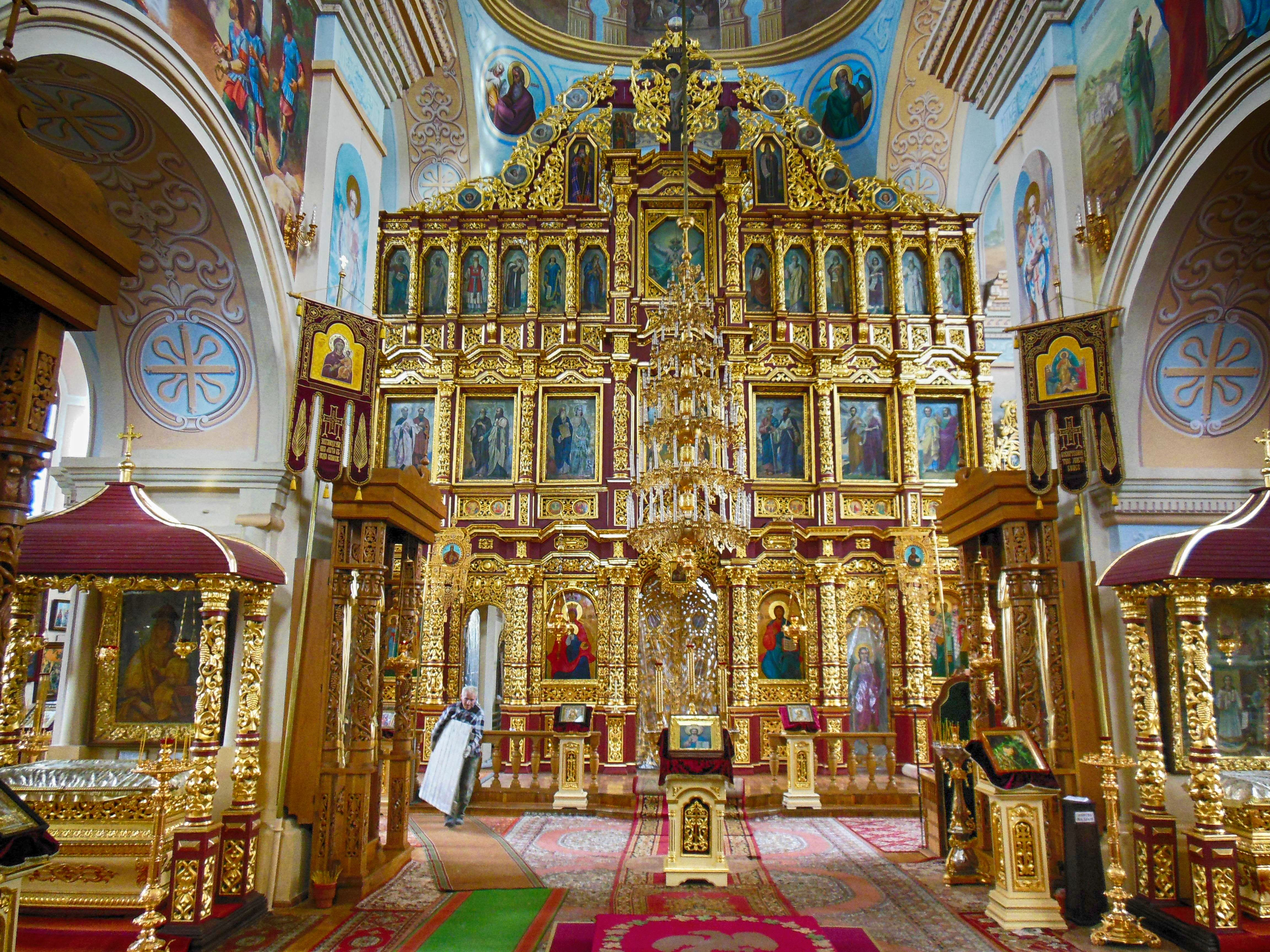
Ikonostas
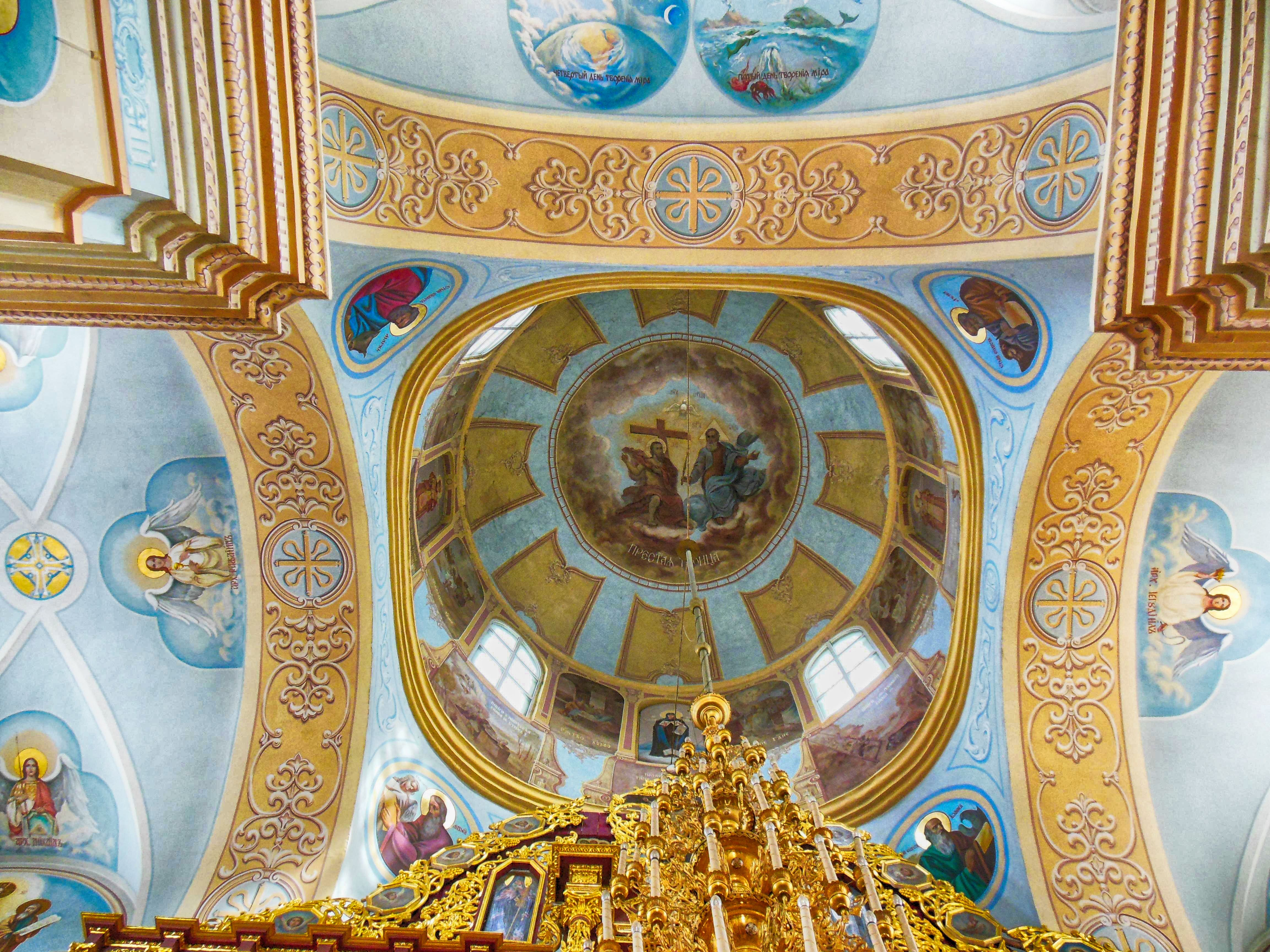
Bęben i kopuła od wewnątrz
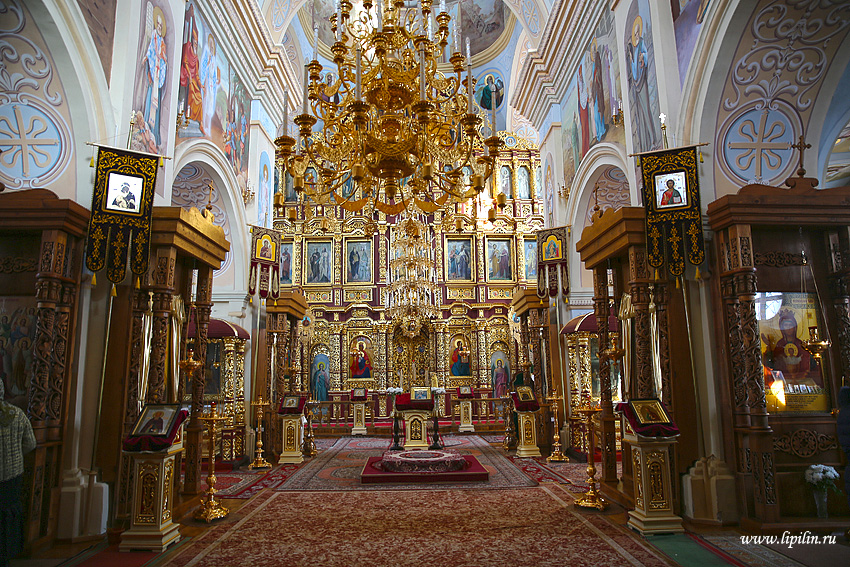
Widok ogólny wnętrza